# Sowie Skały (Piaseczno)
Sowie Skały – skały na Wyżynie Częstochowskiej, we wsi Piaseczno w województwie śląskim, w powiecie zawierciańskim, w gminie Kroczyce. Znajdują się w lesie po północno-zachodniej stronie najdalej na północ wysuniętych zabudowań tej wsi (za pętlą autobusową).
Zbudowane z wapienia Sowie Skały, mają wysokość 8–20 m, ściany połogie, pionowe lub przewieszone z kominami, filarami i zacięciami. Uprawiana jest na nich wspinaczka skalna. Wspinacze poprowadzili na nich 31 dróg wspinaczkowych o bardzo zróżnicowanym stopniu trudności od III do VI.6+ w skali Kurtyki. Na części z nich zamontowano stałe punkty asekuracyjne: ringi (r) i stanowiska zjazdowe (st). Ściany wspinaczkowe o wystawie północno-zachodniej, północnej, południowo-wschodniej, północno-wschodniej i wschodniej.

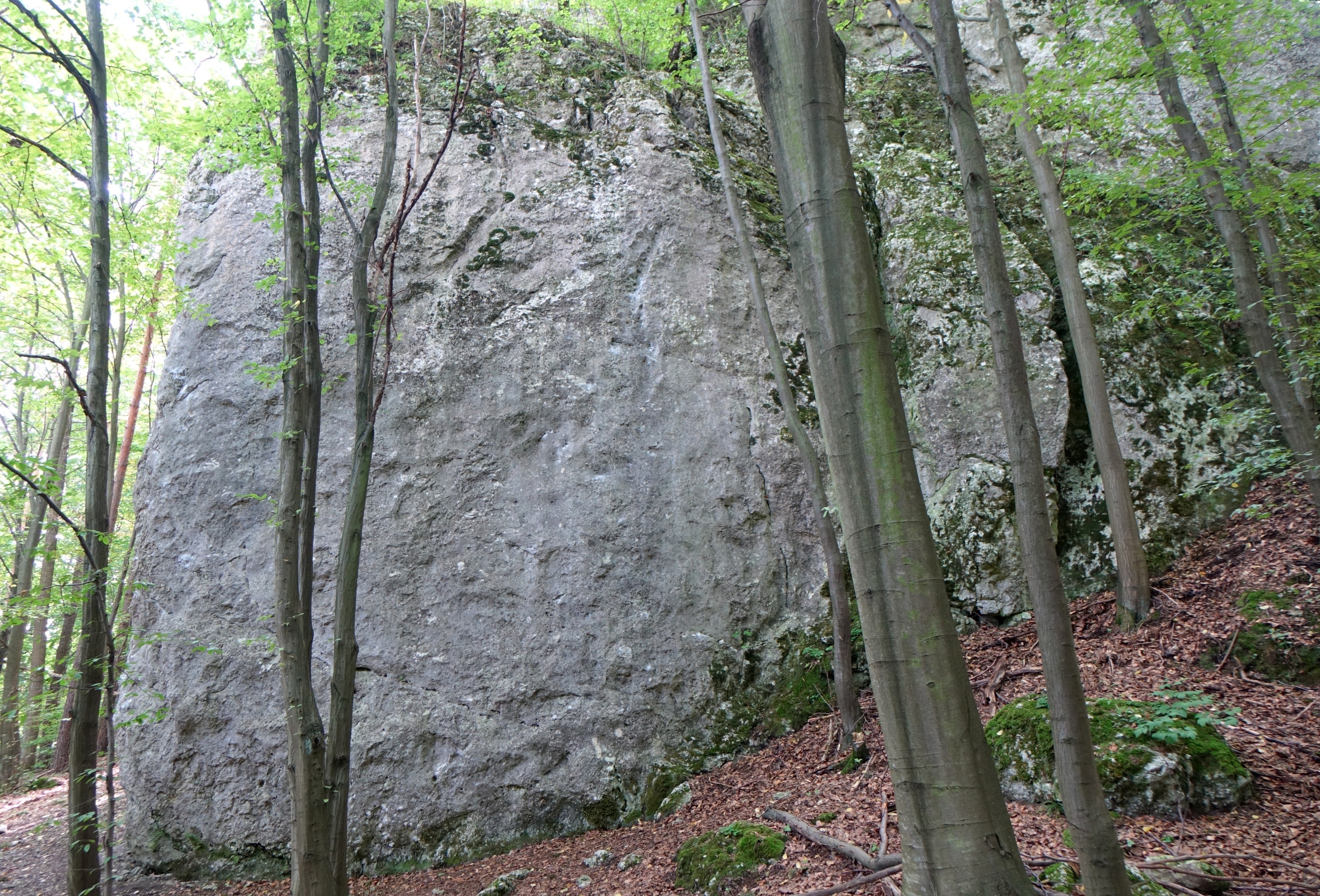
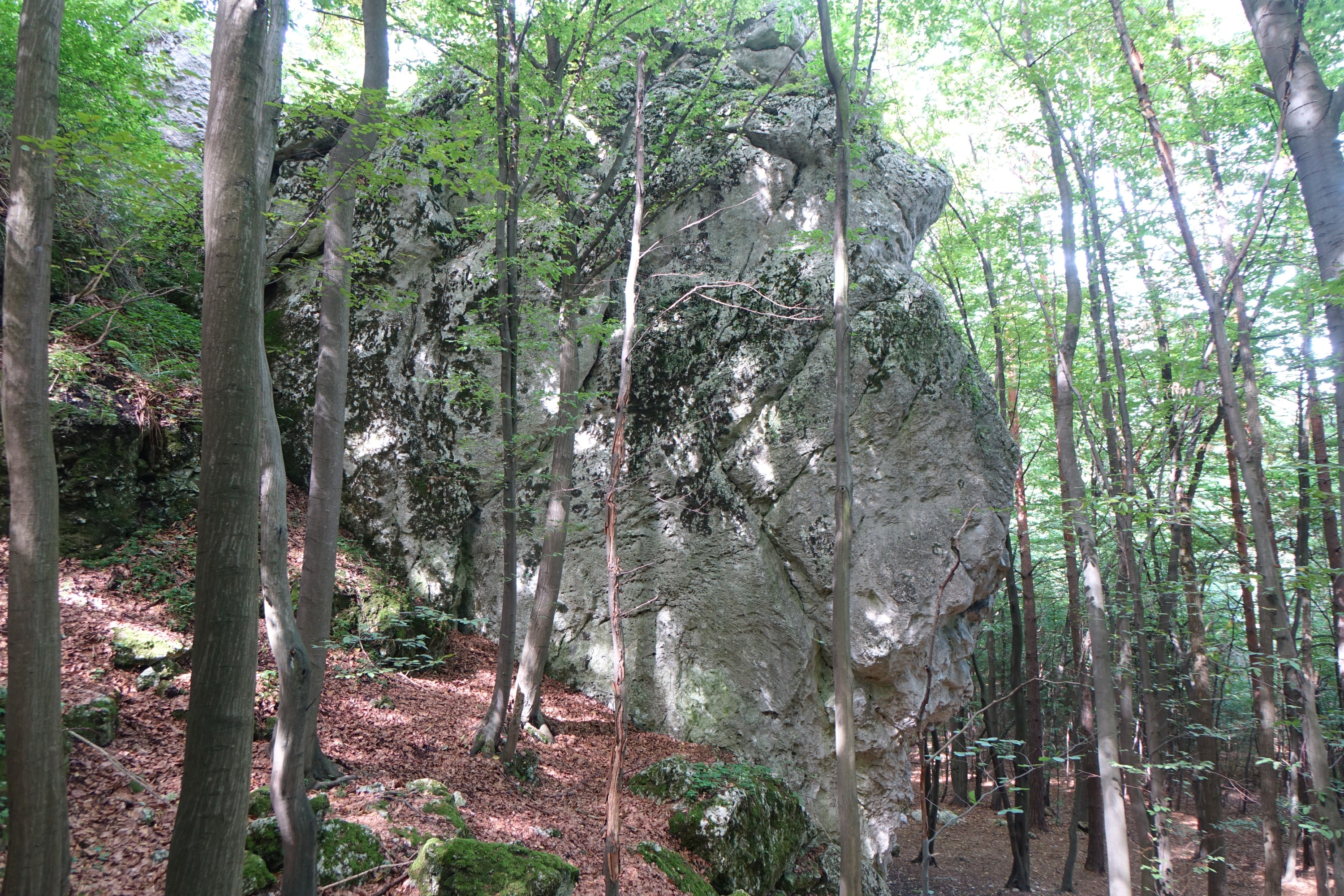
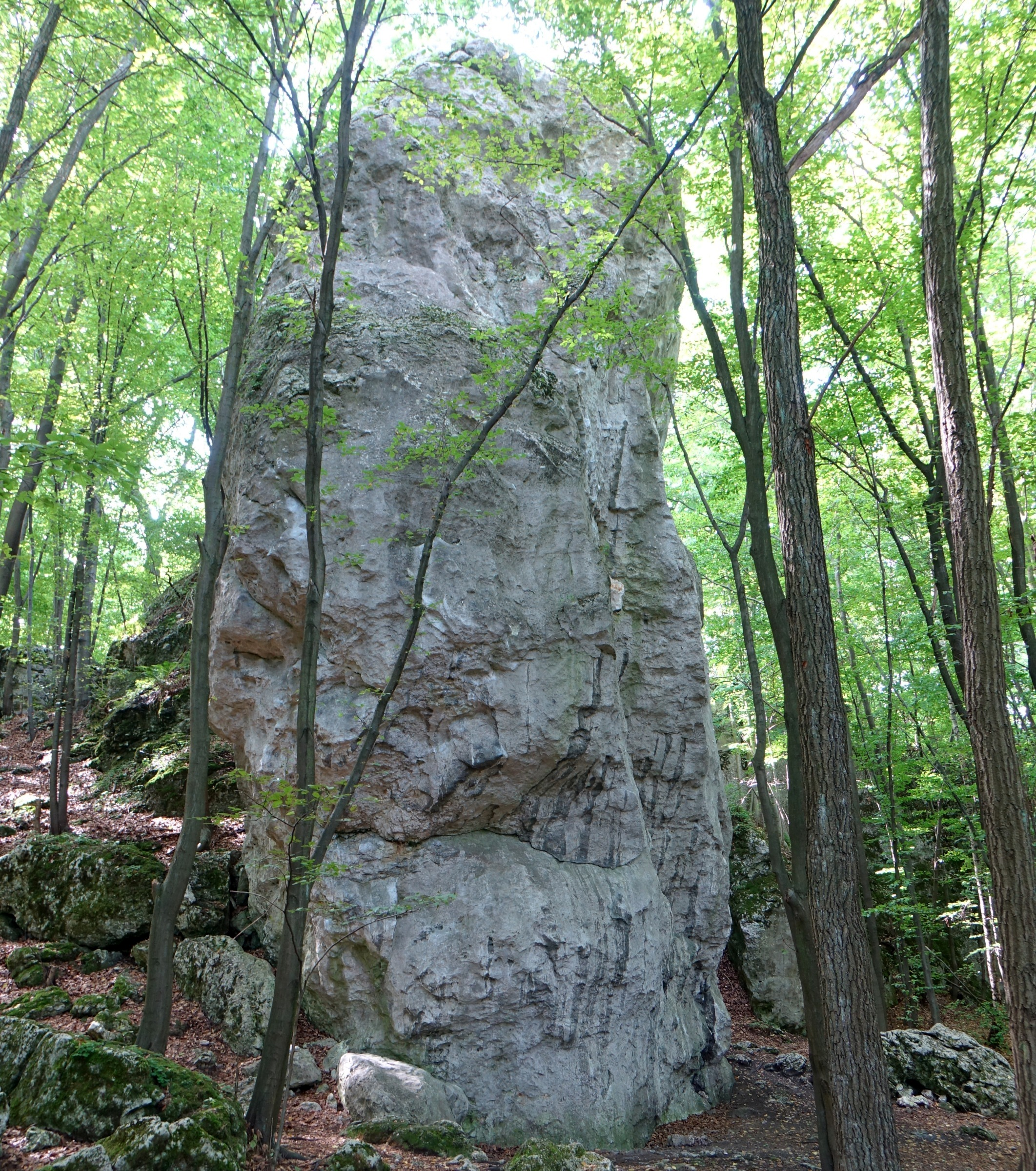
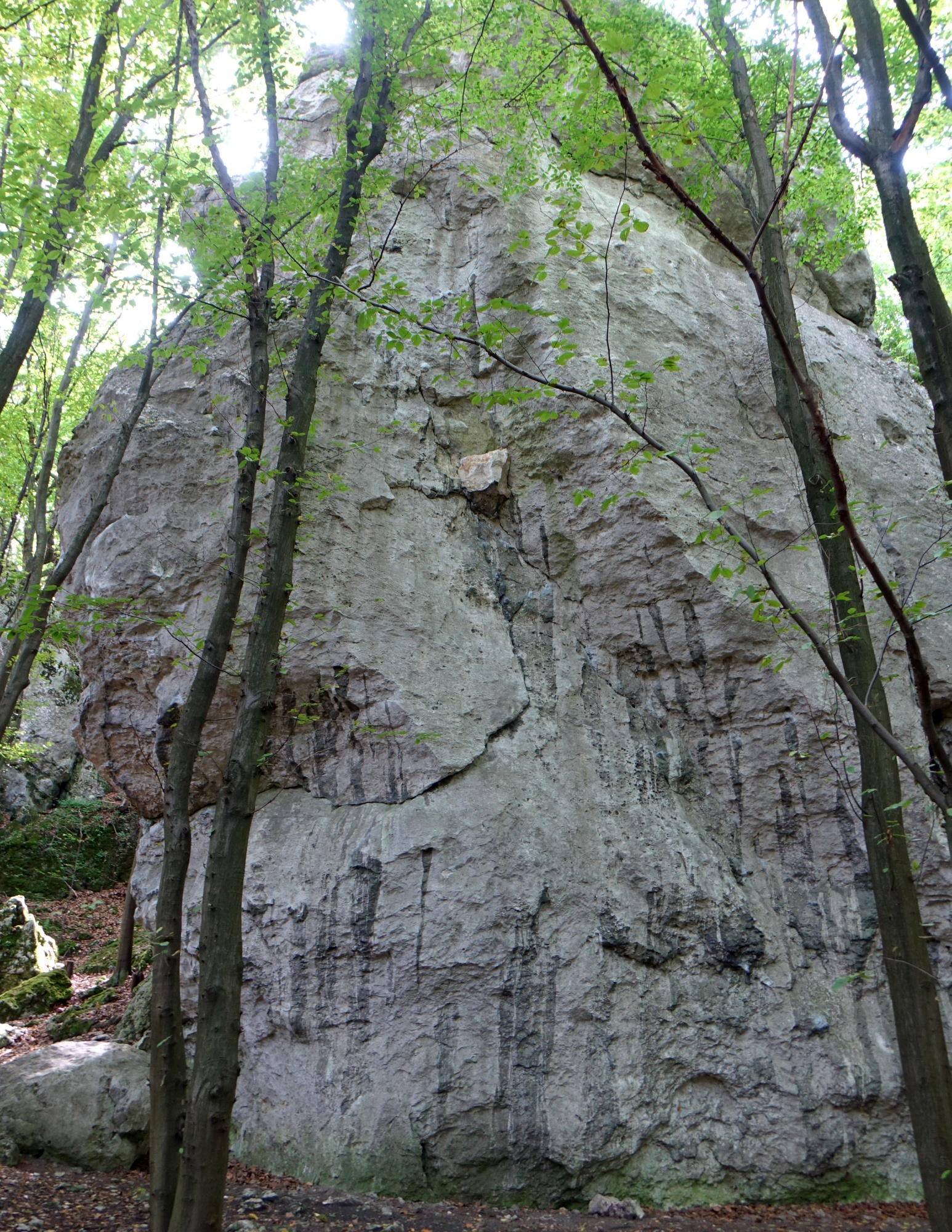
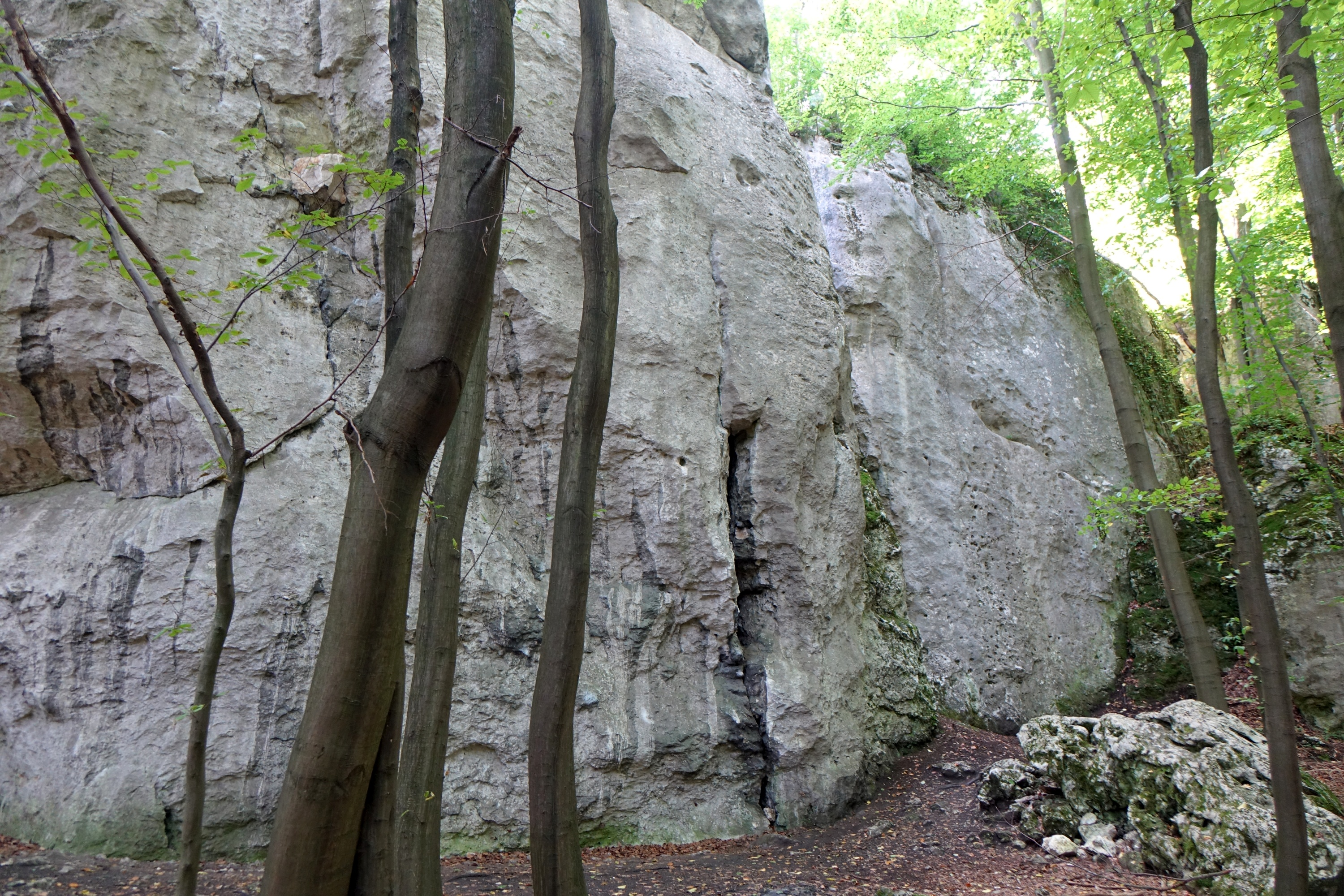
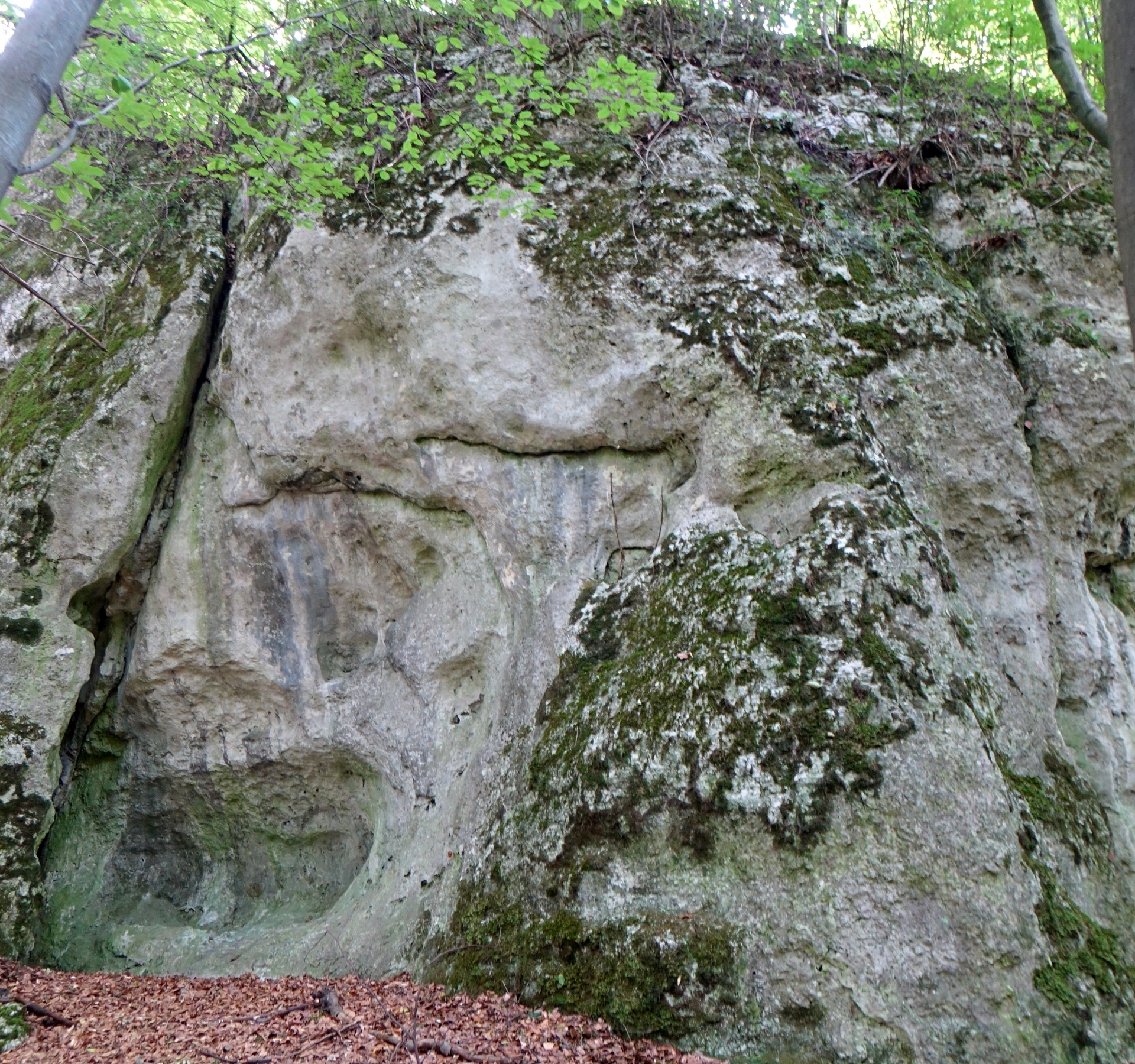
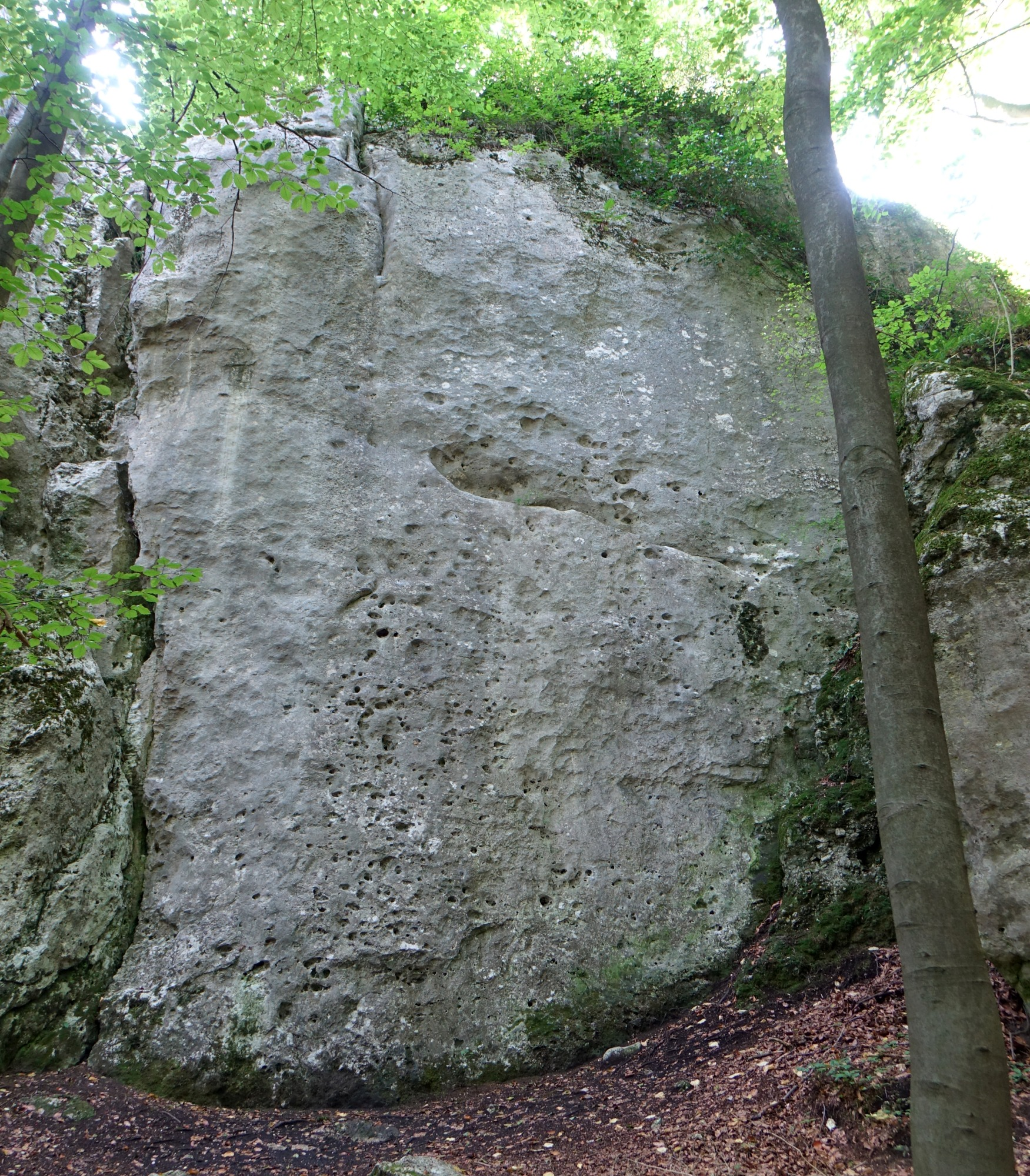
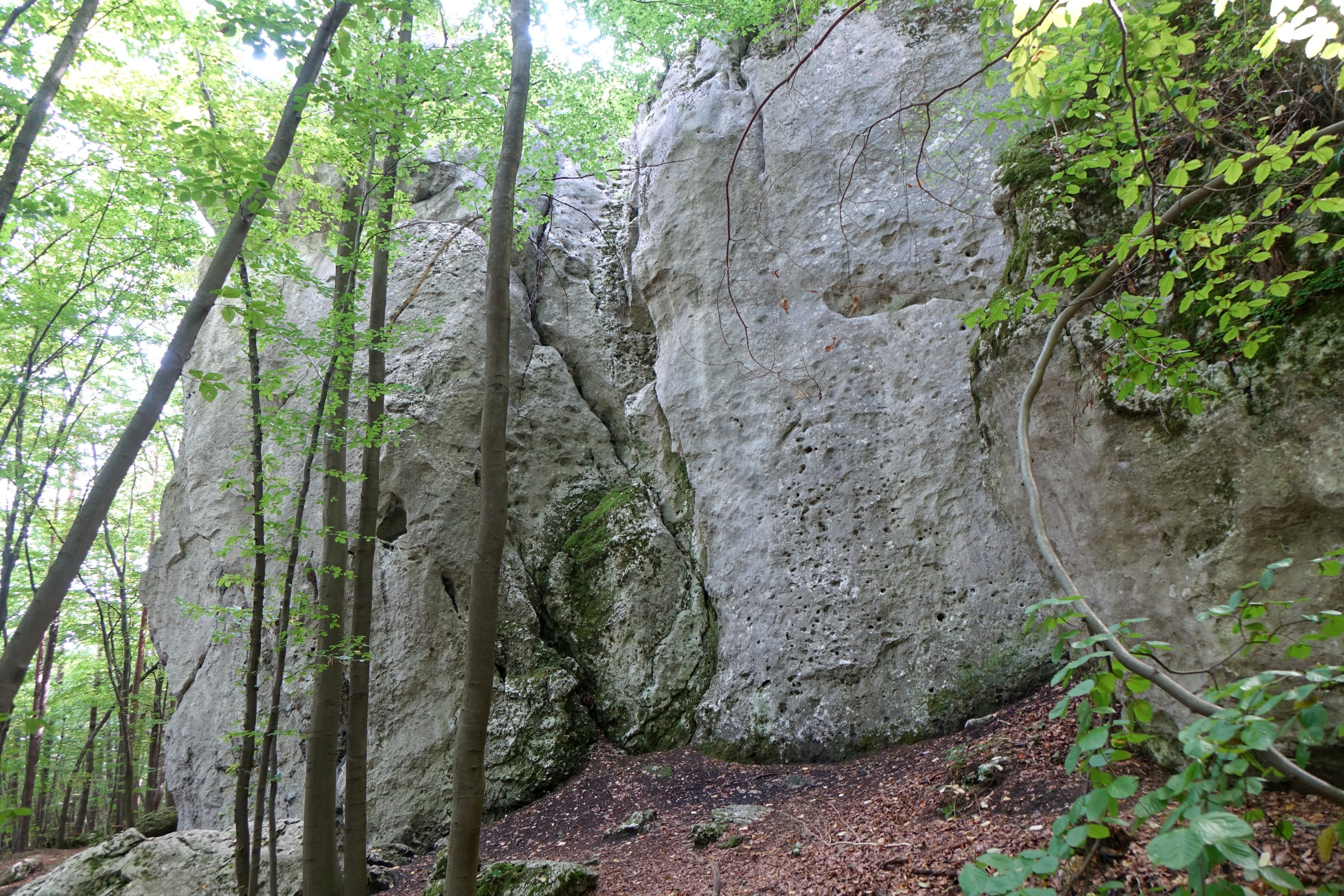

## Drogi wspinaczkowe
Sowie Skały I
1. Odlot do ciepłych krajów; 3r + st, VI
2. Powrót z Kataru; 4r + st, VI+
3. Fragile feeling; 4r + st, VI.2+
4. Lewizna, VI.2
5. Rzecz gustu; VI.5

Sowie Skały II
1. Feldgrau; 4r + st, VI.5
2. Projekt;
3. Green street; 4r + st, VI.4+

Sowie Skały III
1. Brudna rysa; VI+
2. Miękkie zet; VI+
3. Sowiński elf; 6r + st, VI.3+
4. Siła wsparcia; 6r + st, VI.5+

Sowie skały IV
1. Droga Ciszyńskiego; 9r + st, VI.2+
2. Projekt; 9r + ST
3. Mocz tenora; 9r + st, VI.2+
4. Bez rysy nie puściło; 9r + st, VI.6/6+
5. Kołbasa; 8r + st, VI.4
6. Kant Sowich; 7r + st, VI.1+
7. Test pilota Pirxa; 5r + st, VI.1

Sowie Skały V
1. Sowa & Przyjaciele; V+
2. Zacięcie Sowich; III
3. Reduta Ordona; 6r + st, VI.3+
4. Bez nazwy; 4r + ST VI.1/1+

Sowie Skały VI
1. Bez nazwy; IV
2. Bez nazwy; IV
3. Bez nazwy; IV

Sowie Skały VII
1. Po paprociach; IV

Sowie skały VIII
1. Ach te kominy; VI
2. Tuż obok rysy; V+

Sowie Skały IX
1. Straszny sowińcowy komin lewy; VI
2. Straszny sowińcowy komin prawy; V[3].